# DHL
 For alternative betydninger, se Danmarks Højskole for Legemsøvelser. (Se også artikler, som begynder med Danmarks Højskole for Legemsøvelser)
DHL er et internationalt logistik- og transportfirma grundlagt i USA i 1969.
I Danmark lægger DHL navn til det store stafetløb DHL-stafetten, der med flere end 100.000 løbere er Europas største motionsløb.